# Charles Berlitz
Pour les articles homonymes, voir Berlitz (homonymie).
Charles Berlitz est un linguiste et écrivain américain né à New York le 20 novembre 1914 et mort le 18 décembre 2003 à Tamarac, Floride. Ses livres sur les phénomènes paranormaux le rendirent célèbre.

## Biographie
Charles Berlitz est le petit-fils de Maximillian D. Berlitz, fondateur de l'école Berlitz en 1878. Il parlait lui-même une trentaine de langues. Il fut diplômé de l'université Yale en 1936.
Il est l'auteur de nombreux ouvrages traitant de phénomènes paranormaux. The Roswell Incident, paru en 1980, est notamment à la base de la plupart des théories de conspiration autour de l'incident de Roswell. Il est également l'auteur d'un livre qui défend l'existence de l'Atlantide.
Son ouvrage le plus connu, Le Triangle des Bermudes, paru en 1974 et vendu à 20 millions d'exemplaires, présente une explication paranormale des disparitions d'avions et de bateaux dans cette zone géographique. Cet ouvrage est cependant largement critiqué pour sa présentation partielle des faits, et un manque de recul critique et scientifique.

### Traductions en français
- L'Apocalypse : 1999 ?, coll. L'Aventure mystérieuse, J'ai lu no A401
- Le Mystère de l'Atlantide, coll. L'Aventure mystérieuse, J'ai lu no A363
- Opération Philadephie, coll. L'Aventure mystérieuse, J'ai lu no A389
- Le Triangle des Bermudes (2 tomes), coll. L'Aventure mystérieuse, J'ai lu nos A391-392
- L'Atlantide retrouvée, Éditions du Rocher, 1993
- Le Triangle du dragon, Éditions du Rocher, 1994
- Les Mystères des mondes oubliés, Éditions Marabout, 1976